# 英国王立盲人協会
英国王立盲人協会（えいこくおうりつもうじんきょうかい、The Royal National Institute of Blind People、略称：RNIB）は、イギリスの慈善団体である。イギリス国内のおよそ200万人の視覚障害者に対して、情報の提供、支援、助言などを行っている。
日本語での名称は複数あるため、本頁では「RNIB」と呼称する（#日本語での名称を参照）。

## 沿革
RNIBは、医師のトーマス・アーミテージによって設立された。彼は、視覚障害によって苦しんだ一人だった。
1868年、アーミテージは盲人用浮き彫り文献（点字）の向上をめざす、イギリスと外国の視覚障害者協会を設立した。これが、後に「イギリスと外国の盲人協会」となる。1875年、ヴィクトリア女王がこの組織の最初のパトロンとなった。
この協会は1948年にイギリス王室から設立勅許状を下賜され、1953年に組織名を、「Royal National Institute for the Blind （盲人のための王立協会）」に変更した。2002年、会員制が導入され、協会名を「Royal National Institute of the Blind （盲人の王立協会）」とした。2007年再度協会名を変更し、「Royal National Institute of Blind People」（the BlindをBlind Peopleに変更）となった。

## 組織
RNIBは、英国内の組織であり、イギリス全土にわたって支部と施設がある（北アイルランドを含む）。RNIB本部はイギリスロンドンにあり、現在のパトロンは女王エリザベス2世である。
2008年10月、RNIBと「視覚障害者のために行動する会」とがイギリス国内における活動について、原則として協力しあうことを決定した。合意に基づく新しい申し合わせは2009年4月から有効となり、結果として「視覚障害者のために行動する会」は、RNIBの協賛団体となった。

### 理想と使命
RNIBの理想とは、視覚障害者の人達が、健常者と変わらない権利・変わらない自由・変わらない責任・変わらない生活、これらを享受することができる世界を創ることである。
RNIBの使命とは、視覚障害者の地位や能力を向上させ、彼らが直面する障害を取り除き、視覚障害の発生を予防することによって、視覚障害そのものを乗り越えようと努力することである。

### 会員資格
2002年、RNIBは、会員制の団体となり、より多くの視覚障害者が参加することが可能となった。これは、RNIBの業務と働きに関して、彼らが意見を言えるようになったという意味でもある。

### 運営
RNIBは理事会によって運営されている。理事会は2014年現在18人の理事から構成され、そのうちの16人が視覚障害者である。

### 有志による無償奉仕
RNIBの業務は、イギリス全土にわたる3,000人以上の有志によって支えられている。

## RNIBの業務

### 避けうる視覚障害の発生を予防する
イギリス国内では、1日に100人もの人が視力を失っている。しかし、視覚障害をもたらす原因を考えてみると、早期に対応していれば視力を失わずに済んだケースが多い。RNIBは、避けられる視覚障害についてはこれを予防すべく活動している。新たな視覚障害の発生をなくすために、RNIBはイギリス国内の「視力計画」を先導し（視覚健常者と視覚障害者の協力によって発展している）、国全体の眼の健康に関しての方向性を決定している。

### 支援と情報
RNIBは、視覚障害者・視覚障害者と関わりのある健常者・視覚障害に関わる職業に就いている者に対しての支援、情報の提供、助言を行っている。2007年から2008年の2年間では、1か月に28万人以上の人が、視覚障害についての問い合わせのため、また自分達の意見をキャンペーンに活用して欲しいため、専門家の助言を求めるため、そして有用な製品を求めて、RNIBに連絡を取っている。
RNIBは電話での情報提供サービスも行っており、視覚に関する問題を抱えている人には誰にでも支援を行っている。もう1つの電話サービス「トーク・アンド・サポート」では、利用者に電話のグループに入ってもらい、社会に溶け込んで、適切な支援を受けられるような機会を与えるサービスを行っている。電話での助言と同様に、RNIBはいつでも視覚障害者が利用可能な形式のサービス（ウェブサイトや印刷物、音声出版物など）を提供している。
視覚障害と何とか折り合いをつけたいという人々を助けるため、RNIBは「足下を見つめよう」という週末の学習時間を設定している。また、点字を習う学習コースや、視覚障害者の自立した生活を補助するため、一通りの情報や製品なども用意している。
RNIBは、視覚障害者の情報利用が拡大するよう、業務を行っている。これらは、テレビ、映画、スポーツの試合の情報の音声案内を増やそうという運動から始まって、書籍や請求書、その他の筆記物を点字印刷や大きな活字での印刷、音声録音の形にするなど、視覚障害者が利用可能な形にすることまで及ぶ。RNIBはラジオ局も運営しており（インサイト・ラジオ）、同局はヨーロッパで最初の視覚障害者向けのラジオ局である。インサイト・ラジオはインターネットでも視聴でき、また、ケーブルテレビのスカイチャンネル0188、フリーサットチャンネル777、さらにグラスゴー地域ではFM101で視聴することができる。

### 教育と居住介護
RNIBは、教育のため、また居住介護のための施設を数ヶ所に所有している。

#### サンシャイン・ハウス・スクールとチルドレンズ・ホーム
サンシャイン・ハウスは視覚障害者専門の小学校であり、子供達のホームであり、家族が利用できるサービスで、ミドルセックスのノースウッドにある。授業の際に深刻な困難や障害を伴う2歳から11歳までの視覚障害を持つ子供達に対して教育を行う。地域の介護施設は、2歳から14歳までの視覚障害を持つ子供達に開放されている。学校の授業に出席しているか否かは問わない。サンシャイン・ハウスでは、1週間につき4泊まで、また1年間につき50週まで宿泊を認めている。

#### RNIBピアーズ専門学習センター
RNIBのピアーズ専門学習センター（前・ラッシュトン・スクール・アンド・チルドレンズ・ホーム）は1957年に設立されたもので、ウォリックシャー州コヴェントリーに位置している。このセンターでは、専門教育と個人に特化した介護、そして4歳から19歳までの、視覚障害があって特に複雑な要求を抱えた子供や若者に対するセラピーを実施している。子供達は居住介護施設に入居することができる。また、必要な日数だけ利用することも可能である。
2012年、RNIBはピアーズ・センターの改装を完了し、新たな施設を3,000万ポンドかけて整備した。新しい施設ができたことで、学校・居住区域は拡大した。

#### RNIBの地域共同体（市町村）でのサービス
RNIBは、地域共同体において、援助、労働体験、リハビリテーションサービス、52週間にわたる居住介護、視覚障害のある大人、複数の障害を同時に抱えている人、複雑な要求を抱える人が介護者と一緒に生活することへの支援といったサービスを、18歳以上40歳までの人を対象に行っている。この地域共同体サービスを行うセンターはサリー州レッドヒルにあり、13の独立したアパートといくつかのシェアハウスから成り立っている。

#### RNIBラフバラ・カレッジ
RNIBラフバラ・カレッジはレスターシャー州ラフバラーにあり、視覚障害の他、障害を抱えた学生達を支援している。この大学では16歳から25歳までの学習者に対して高等教育を行い、また、18歳から63歳までの、失業中で技術を向上させたい、あるいは再訓練を受けて雇用を獲得したいという成人の学習者に対して成人雇用プログラムを実施している。受講は、寄宿舎に入寮して通学する方法と、1日単位で通学する方法とがある。

#### 高齢者を対象とした居住介護
RNIBは、視覚障害者もしくは聴覚障害者で、永続的あるいは短期間の収容が必要な老人を対象とする居住介護施設を3つ所有している。RNIBの入居施設は、サマセット（RNIBキャスリーン・チャンバース・ハウス）、ノース・ヨークシャー（RNIBテイト・ハウス）、イースト・サセックス（RNIBウェイヴァーツリー・ハウス）に位置している。これらの施設には特別仕様の備品が用意されており、音声が出る掲示板、音声で指示が可能なエレベーター、点字作成機、拡大鏡、大型印刷の書籍、点字書籍、音声書籍などを利用できる。

### 利用可能な製品
RNIBはオンライン・ショップならびにリソース・センターをいくつか運営しており、利用可能な製品、プレゼント、出版物などを購入できる。RNIBは、視覚障害者の自立した生活を促進し、毎日の暮らしを容易にする製品の提供、デザインの決定などを行っている。音声を発する時計、声の出る腕時計、大きなボタンの電話機、移動を補助する製品、調理補助器具、触ってわかる玩具やゲームなどを販売している。

#### 書籍
RNIB図書館サービスは、RNIBの所有していた図書館サービスと盲人のための国立図書館が2007年に合併して設立されたものである。4万タイトル以上の書籍が利用可能で、視覚障害者を読者とするイギリス国内の専門的な図書館としては最大の規模を誇る。点字書籍、大型印刷といった視覚障害者が利用可能な形で書籍を保存している。また、点字楽譜も収蔵している。
音声書籍はトーキング・ブック・サービスを通して用意される。RNIBのトーキング・ブックスは、デイジー・フォーマットに録音される。これは一般的なCDとは異なり、聴き手はCDを印刷された書籍と同じように扱うことが可能で、しおりをはさんだり、速度を上げたり、あるいは速度を遅くしたり、後ろに戻したり先に進めたりといったことが容易にできる。
RNIBのオンライン・ショップでは、視覚障害者が利用可能な書籍、音楽、地図を販売している。

### デザインの向上
RNIBは、ウェブサイト、情報、製品、サービス、そして建築物が視覚障害者にとってより利用しやすいものとなるよう、設計・デザインの向上に関して助言を行っている。RNIBの、「See it right（正しく見てとろう）」ガイドラインには、視覚障害者が利用可能な形にするための助言を見出すことができる。
トランスクリプション・センター（書き換えセンター）では印刷物や資料、データなどを点字や音声素材、大型印刷に変換するサービスを行っている。また、数学に関する書類や音楽、立体地図や立体設計図などの変換に関する要望にも対応している。
RNIBは、訓練業務や相談業務を運営し、ビジネスや個人の活動によって利用可能となるサービスや製品が生まれるよう支援している。ここでいう訓練とは視覚障害を理解するための学習コース、健康と社会介護の訓練、娯楽産業についての訓練、身体障害についての理解を深めること、人員採用に関する訓練である。相談業務には、製品のデザインについての助言、環境の整備についての助言（建築物、歩道、輸送環境の整備）、ウェブデザインについての助言などがある。

## RNIBの組織的活動
RNIBの2009-2014戦略に連動して、RNIBは3つの優先事項について、以前からの問題と同様に組織的活動と議員達への働きかけを行っている。3つの優先事項とは、以下の3つである。
1. 避けられる視力障害の予防
2. 視覚障害者の生活の自立
3. 視覚障害者を受け入れる、差別のない社会の創造

RNIBは、組織的活動においていくつか成功をおさめている。それは、例えば、ヨーロッパ全域で、バスや列車の乗車時に障害者が自分達にとって利用できる形で様々な情報を確実に利用できるようにする、といったことが挙げられる。また、イギリス政府に働きかけて、障害者自立生活保障金の評価基準を見直すよう要求している。

### 障害者自立生活保障金
2013年4月から、イギリス国内では、障害者生活手当に代わって障害者自立生活保障金が支給されることになった。RNIBの障害者自立生活保障金キャンペーンは、障害者個人が保障金を受け取る際の比率を決定する評価基準に対して焦点を当てたものだった。これまでのところ、キャンペーンの結果、数千名の視覚障害者が文書もしくは実際に訪問するという形でそれぞれの地元選出の国会議員に、これから起きる変化に対する懸念を表明する、という事態となっている。

### 「音声発話つき現金自動預払機」推進運動
RNIBは、現金自動預払機にヘッドホンを接続することで機械と使用者がやりとりすることができ、視覚障害者にも利用可能となるよう、イギリス国内の銀行に働きかけている。バークレイズ銀行は自社の75パーセント以上の機械でこれを実施し、2012年11月までにこの責任を果たした。イギリス全土で、LINK(イギリス国内のATMのネットワーク)とその協力銀行は、音声つきATMを設置している。RNIBはさらに活動を広げており、使用者がHSBCとSantanderに、同様のATMを設置するよう要求していくことを促している。

### 「視力を保とう」運動
イギリスでは、毎日100人の人が視力を失いつつある。しかしそれでもなお、半数以上の人の視覚障害は避けることができるものなのである。RNIBの「視力を保とう」運動の目的とは
- 地域共同体の視覚の健康を改善するために、自治体の議員と協力する
- 避けられる視力障害の予防に挑戦する
- 視力を守る重要な治療を適切なタイミングで行うよう促進する
- 定期的な視力診断を促進する[32]

## 雑誌
RNIB会は、専従者向け、介護者向け、視覚障害者向けに雑誌を製作している。

### インサイト・マガジン
インサイト・マガジンは、複雑な要求を抱えた視覚障害のある子供達や若者達、こうした人達の家族、また視覚障害者を助ける職業に就いている人達に向けて作られている。この雑誌は、学習や技術習得についての情報を始め、ニュース、一身上の個人の物語など、様々な分野にわたる内容となっている。この雑誌が創刊されたのは2006年1月のことで、なおRNIBはこの雑誌の創刊に先立って、VisAbility（見る力）とEye Contact（視線を合わせること）を製作していた。

### NB magazine
NB（新しいのろし）マガジンは、視覚障害者の健康管理や公的介護を職業としている人達に向けて作られた雑誌である。エヌ・ビー・マガジンは、RNIBが注力している視覚障害の予防、障害者の自立、社会の受容というテーマを後押ししている。この雑誌では、視覚の健康について、社会復帰に向けた訓練について、いろいろな障害の事例について、といった内容が扱われている。エヌ・ビー・マガジンは、1917年に創刊され、その当時はThe Beacon （のろし、燈台）というタイトルだったが、1930年に新しいNew Beaconにタイトルを変更し、2006年、NBマガジンとなった。2001年には第1,000号記念号を発行している。

### ヴィジョン・マガジン
ヴィジョン・マガジンは、2か月に1冊が発行される、RNIB会員専用の雑誌である。その内容は、ニュース、調理法、批評、人物紹介などにわたる。ヴィジョン・マガジンは2002年春に創刊され、RNIB会員10,500人全員に様々なフォーマットで届けられた。2009年には、慈善団体の会員向け雑誌のカテゴリーでMemCom賞最優秀雑誌賞を受賞している。

## 日本語での名称
英国王立盲人協会、イギリス王立盲人協会
経済産業省産業技術環境局、学術論文、日本点字図書館、アドビシステムズ、Jimmy Chooや日本テレソフト、TECHCRUNCH JAPAN、日本玩具協会、IBM等で用いられている。
英国盲人援護協会
『重複障害盲・弱視児指導の手引―父母と教師のために』（英国盲人援護協会編、中野尚彦翻訳、日本盲人福祉研究会、1980年1月、NCID BN06227015）の編集者名となっているほか、調査報告書で用例がある。国立国会図書館については、「カレントアウェアネス・ポータル」ではこの用例が使用され月報では「英国王立盲人協会」が使用されるなど、表記の揺れがある。
英国盲人協会
『イギリスの視覚障害児特別支援教育』（英国盲人協会著、鳥山由子著、明石書店、2005年7月、ISBN 978-4750321486 ）の著作名となっているほか、大学の研究報告、障害者放送協議会、『点字ジャーナル』などで用例がある。
視覚障害者協会、英国視覚障害者協会
岡山県立大学保健福祉学部保健福祉学科障害・行動科学ラボ:リンク集、神奈川工科大学創造工学部小川研究室などで用例がある。